# Igreja Católica na Nicarágua
A Igreja Católica na Nicarágua é parte da Igreja Católica, sob a liderança espiritual do Papa e da Cúria Romana. Existem cerca de 2.850.000 católicos na Nicarágua — aproximadamente 50% da população. O país tem visto uma grande queda na porcentagem da população que segue o catolicismo, e um grande número de pessoas que tem aderido às igrejas e seitas protestantes, ou à uma desfiliação de qualquer crença religiosa.

## História
O catolicismo chegou ao território que hoje compreende a Nicarágua com Cristóvão Colombo. O primeiro capelão chegou com Gil González Dávila em 1522, e em 1524 a primeira igreja franciscana foi fundada em Granada. O primeiro bispo da província da Nicarágua, frei Pedro de Zúñiga, foi nomeado em 1527, no entanto, morreu em Cádiz antes de partir para sua sé. Ele foi sucedido por Diego Álvarez de Osorio, que de fato tomou posse da Diocese de León em 1532. Bartolomé de las Casas visitou a Nicarágua pela primeira vez em 1530 e retornou em 1532 com outros quatro dominicanos para fundar o Convento de São Paulo a pedido do bispo Osorio. Durante o período colonial os jesuítas também se estabeleceram na Nicarágua e realizaram grande parte do trabalho missionário ao longo do século XVIII.
A Nicarágua permaneceu como parte da Capitania-geral da Guatemala até 1821, quando junto com o restante das províncias da América Central (exceto Chiapas, que foi anexado ao México), tornou-se independente e se juntou às Províncias Unidas da América Central. Em 1836 essa federação foi dissolvida. O protestantismo foi introduzido ao longo da costa atlântica em meados do século XIX por ingleses da Jamaica. Somente no século XX os missionários católicos começaram um trabalho intensivo nessa área. Em 1937, Anastasio Somoza García ganhou poder ditatorial e o manteve até seu assassinato em 1956. De 1957 ao final da década de 1970, a Nicarágua continuou a desfrutar de relativa tranquilidade política.  Em 1960, os jesuítas fundaram a primeira Universidade Católica da América Central e a Universidade Centro-Americanana.
Com o surgimento do grupo guerrilheiro sandinista, composto por camponeses sem-terra, que com o tempo foi conquistando o poder. A guerra civil eclodiu em 1976 e, em 17 de julho de 1979, Somoza foi forçado a fugir do país. As políticas socialistas-marxistas dos sandinistas — particularmente no que diz respeito à reforma agrária e redistribuição de renda — eram populares entre muitos católicos menos abastados, enquanto certos padres apoiavam o regime no contexto de uma "libertação" marxista em oposição à "salvação". A ala mais conservadora da igreja ficou do lado da antiga elite em sua oposição ao governo, e saudaram os esforços das guerrilhas opositoras, apoiadas pelos Estados Unidos, chamadas de Contras. A teologia que começou a tomar forma na Conferência Episcopal Latino-Americana em 1968 foi a teologia da libertação. Durante sua visita à região em 1983, o Papa São João Paulo II surpreendeu o público ao apontar o dedo para o padre Ernesto Cardenal ajoelhado, um dos quatro padres católicos que assumiram cargos no governo sandinista em oposição às ordens do Vaticano. No final da década de 1990, os bispos nicaraguenses defendiam um compromisso entre as facções do governo socialista e os grupos apoiados pelos EUA. A economia do país faliu depois que os Estados Unidos instituíram um embargo comercial contra a Nicarágua. O governo de coalizão, apoiado pela Igreja, eleito em 1996, teve de enfrentar um desastre econômico e altos índices de violência.
Em novembro de 1998, outra tragédia atingiu o país: o furacão Mitch, deixando 2.500 nicaraguenses mortos e muitos outros desabrigados. Reconhecendo a confiança do povo na Igreja, o governo permitiu que as autoridades católicas distribuíssem água potável e outros suprimentos de emergência às vítimas do fenômeno. Dois anos depois, ocorreram as perdas de colheitas nas periferias de Estelí, causando risco de fome, e a Igreja, através da Caritas, respondeu novamente com a ajuda necessária. No final do século XX, as relações entre Igreja e Estado permaneceram amigáveis. Como era tradição há séculos, os líderes da Igreja se reuniam rotineiramente com funcionários do governo nicaraguense e eram frequentemente consultados pelo governo quando apropriado. 
Em 1999, o campus de Manágua da antiga Universidade Batista foi convertido em uma Universidade Católica através do financiamento do empresário norte-americano Tom Monaghan. Várias mídias católicas também operavam no país, e Manágua abrigava uma estação de rádio dirigida pela Igreja Católica.

## Atualmente
Em 2000, a Nicarágua contava com 223 paróquias, 235 sacerdotes seculares e 176 religiosos, 93 irmãos e 922 irmãs. Entre as ordens religiosas estavam os franciscanos de origem espanhola e italiana, dominicanos, jesuítas, capuchinhos, salesianos, irmãos cristãos, redentoristas, escolápios, beneditinos, agostinianos recoletos e a Ordem de Jesús Divino Obrero, que dirige um reformatório em Manágua. Várias dessas ordens continuaram a operar nas escolas primárias e secundárias, recebendo financiamento do governo. A Nicarágua tem vários santuários aos quais são feitas peregrinações: Nosso Senhor de Esquipulas em La Conquista, Carazo; São Jerônimo em Masaya; São Domingos de Gusmão em Manágua; a Virgem da Imaculada Conceição em El Viejo, Chinandega; Nosso Senhor de Esquipulas em El Sauce, León; e a Virgem da Puríssima Conceição em Granada.
No mesmo ano, quando foi solicitada ajuda financeira às nações escandinavas após o furacão Mitch, tal ajuda foi quase negada porque o Ministro da Família da Nicarágua, Max Padilla, recusou-se a reconhecer as relações homossexuais como base legítima da unidade familiar. Em 1998 políticos sandinistas tentaram eliminar o ensino do catecismo católico nas escolas públicas. Ainda assim, o papel da Igreja como religião da maioria permaneceu tão arraigado ainda no início do século XXI que líderes protestantes passaram a tentar indicar seus ministros a entrar na esfera política, mesmo que isso significasse desistir de suas congregações.

### Tensões com o governo

#### Protestos

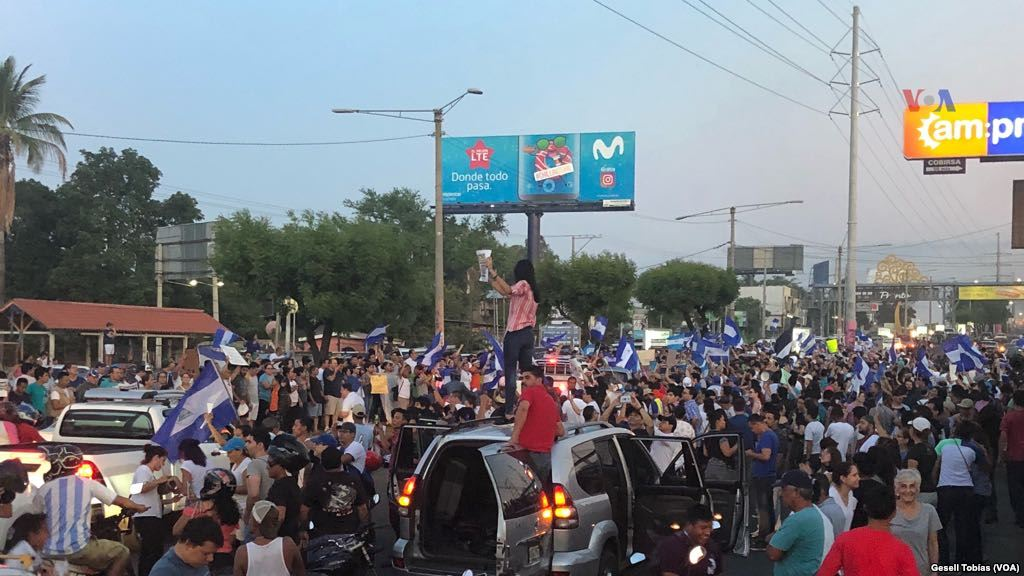
Protestos em Manágua, na Nicarágua, em 2018

A Igreja Católica nicaraguense foi chamada de "golpista" pelo governo sandinista de Daniel Ortega, além da acusação da criação de "seitas satânicas", após os bispos do país pedirem ao presidente a antecipação para março de 2019 as eleições de 2021, para acabar com a crise que o país enfrenta, e sofreu ataques em pelo menos sete igrejas desde junho de 2018. A Igreja, a convite do próprio presidente, teve o papel de mediadora entre o governo sandinista e os manifestantes, que pedem sua renúncia e eleições antecipadas. Os protestos começaram no dia 18 de abril de 2018, e resultaram em  mais de 450 mortes, cuja maioria é de civis, segundo ONGs. Dias depois da acusação de golpista, o presidente recuou, e disse esperar que a Igreja continuasse mediando e insistindo que não existe perseguição por parte do governo. O cientista político Manuel Orozco, diretor do programa Migração, Remessas e Desenvolvimento do Diálogo Interamericano, acredita que Ortega "sempre foi um indivíduo anticlerical, como ficou demonstrado em sua perseguição à Igreja Católica nos anos 1980 durante a revolução sandinista". "Como qualquer líder autocrático, tudo que vai contra o culto de sua pessoa é uma ameaça. E a fé religiosa na Nicarágua prevalece sobre qualquer outro tipo de culto."
O auge das tensões entre a Igreja e o governo ocorreu no dia 27 de julho de 2018, quando o cardeal Leopoldo Brenes, à época com 69 anos, foi atacado quando tentava entrar na Basílica de San Sebastián por partidários do governo Ortega. A gravidade do ataque se refere à sua posição na hierarquia católica da Igreja Nicaraguense: Brenes ocupava o mais alto cargo eclesiástico, o de núncio apostólico, ou seja o representante do Papa no país. Ele e outros líderes católicos foram empurrados, espancados e arranhados. Um bispo foi esfaqueado. O ocorrido foi na cidade de Diriamba, ao sul de Manágua. Duas semanas após o ocorrido, a mesma igreja foi alvo de pichações pelos mesmos desordeiros da Juventude Sandinista, em apoio ao presidente. As pichações se repetiram em outras paróquias e dioceses, seguindo o padrão Diabos com batinas (em castelhano:  Diablos con sotanas). Um atentado ocorreu com o Bispo de Estelí, Dom Abelardo Mata, depois de celebrar uma Missa, e seu motorista, quando paramilitares dispararam contra carro que o levava, em Nindirí. "Ao chegar a este posto as turbas orteguistas perseguiram Mata, começaram a insultá-lo, quebraram as janelas do veículo" e jogaram farpas para estourar os pneus. "Tudo isso aconteceu diante de policiais encapuzados, segundo vídeos compartilhados nas redes sociais", indicou. O bispo e o motorista conseguiram se proteger em uma casa que foi cercada pelos simpatizantes do presidente Ortega e que proferiram palavras contra o o bispo por mais de uma hora e meia. Dom Mata só conseguiu sair da casa graças à intervenção da Arquidiocese de Manágua, que intermediou para o que o governo enviasse o comissário geral Ramón Avellán para que garantisse a integridade física do bispo, que voltou para a Diocese de Esteli. Num outro atentado, o Cardeal Brenes denunciou em suas redes sociais que "policiais e paramilitares entraram na casa paroquial de Catarina" para levar "alguns pertences da paróquia e do sacerdote Jairo Velásquez, que está assustado com a atitude destas pessoas". Dois jovens morreram baleados enquanto se refugiavam na Paróquia Divina Misericórdia, que estava cercada por tropas do governo, em 13 de julho de 2018. A violência do governo gerou protestos por parte da população no dia 28 de julho de 2018, em defesa dos bispos. Milhares de pessoas foram às ruas com faixas em apoio ao trabalho da Igreja Católica. Também houve apoio de denominações protestantes e mórmons.

#### Prisões
Em 2022, a crise entre o governo nicaraguense e a Igreja Católica do país aumentou significativamente, chegando a novos patamares. No dia 19 de agosto, o bispo de Matagalpa, Rolando Álvarez, de 55 anos, foi preso pela Polícia Nacional. Em comunicado, a instituição pública o acusa de "organizar grupos violentos, incitando-os a realizar atos de ódio contra a população, causando um clima de ansiedade e desordem, perturbando a paz e a harmonia da comunidade, com o objetivo de desestabilizar o Estado da Nicarágua e atacar as autoridades constitucionais" Ele era considerado a última voz abertamente crítica ao governo. O bispo negou as acusações, e é conhecido por denunciar violações de direitos humanos por parte do governo Ortega, o qual tem recebido críticas de instituições e organizações internacionais nos últimos anos. Posteriormente, ele foi colocado em prisão domiciliar, sem julgamento, junto com cinco padres, três seminaristas e três leigos. Alguns dias antes, o regime sandinista fechou à força as rádios católicas do país.. Outro bispo crítico do governo, Silvio Báez, pediu exílio em 2019 depois de receber várias ameaças de morte. A ONG Observatorio Pro Transparencia y Anticorrupción publicou um relatório contabilizando aproximadamente 200 ataques contra a Igreja Católica na Nicarágua entre abril de 2018 e maio de 2022. O núncio apostólico da Nicarágua, Dom Waldemar Stanislaw Sommertag, também foi expulso do país em março de 2022, fato recebido pela Santa Sé com "surpresa e dor". A rádio católica da Diocese de Estelí foi fechada após 28 anos de existência, uma semana após a prisão do bispo de Matagalpa, outras emissoras de TV e rádio católicas também foram alvos de fechamentos. Relatos de nicaraguenses que tiveram de fugir do país afirmam que havia cercos policiais em volta das paróquias impedindo os fiéis de entrarem. A entrevistada diz que o sandinismo persegue a Igreja porque ela "sempre foi uma companheira do povo. É uma Igreja pobre que vive a realidade do povo". Padres também têm sido presos, e o governo proibiu a realização de uma procissão católica em Manágua. Em julho de 2022, 18 Missionárias da Caridade, congregação criada por Santa Teresa de Calcutá, foi expulsa do país pelo presidente Ortega. Sete padres já foram presos, além do bispo.
Reações
Diversos setores da Igreja se manifestaram após tantos acontecimentos, como a própria Conferência Episcopal da Nicarágua, que declarou seu apoio a Dom Rolando Álvarez, cujo sofrimento, "toca o coração" da Igreja. O Papa Francisco afirmou: "Gostaria de expressar minha convicção e meu desejo de que, por meio de um diálogo aberto e sincero, possam ser encontradas as bases para uma convivência respeitosa e pacífica". Diversas conferências episcopais americanas, especialmente latino-americanas, se manifestaram, como do Brasil, da Guatemala, de El Salvador, de Honduras, da Costa Rica, da República Dominicana, da Venezuela, do Peru, do Paraguai, do Chile, da Argentina, do Uruguai, dos Estados Unidos e, por fim, do Secretariado Episcopal da América Central, por uma declaração conjunta dos bispos centro-americanos, e do Conselho Episcopal Latino-Americano. De outros lugares fora do continente americano também ocorreram reações da Igreja, como as arquidioceses de Toledo e de Granada, na Espanha.

## Organização territorial
O catolicismo está presente no país com uma arquidiocese e oito dioceses de rito romano, todas estão listadas abaixo:
| Circunscrições eclesiásticas católicas da Nicarágua | Circunscrições eclesiásticas católicas da Nicarágua | Circunscrições eclesiásticas católicas da Nicarágua | Circunscrições eclesiásticas católicas da Nicarágua | Circunscrições eclesiásticas católicas da Nicarágua |
| Circunscrição                                       | Ano de ereção                                       | Catedral                                            | Foto                                                | Ref.                                                |
| --------------------------------------------------- | --------------------------------------------------- | --------------------------------------------------- | --------------------------------------------------- | --------------------------------------------------- |
| Arquidiocese de Manágua                             | 1913                                                | Catedral da Imaculada Conceição                     |                                                     | [ 43 ]                                              |
| Diocese de Bluefields                               | 1913                                                | Catedral de Nossa Senhora do Rosário                |                                                     | [ 44 ]                                              |
| Diocese de Estelí                                   | 1962                                                | Catedral de Nossa Senhora do Santíssimo Rosário     |                                                     | [ 45 ]                                              |
| Diocese de Granada                                  | 1913                                                | Catedral de Nossa Senhora da Assunção               |                                                     | [ 46 ]                                              |
| Diocese de Jinotega                                 | 1982                                                | Catedral de São João                                |                                                     | [ 47 ]                                              |
| Diocese de Juigalpa                                 | 1962                                                | Catedral de Nossa Senhora da Assunção               |                                                     | [ 48 ]                                              |
| Diocese de León                                     | 1534                                                | Catedral de Santa Maria da Graça                    |                                                     | [ 49 ]                                              |
| Diocese de Matagalpa                                | 1924                                                | Catedral de São Pedro                               |                                                     | [ 50 ]                                              |
| Diocese de Siuna                                    | 2017                                                | Catedral de Nossa Senhora de Fátima                 |                                                     | [ 51 ]                                              |

## Conferência Episcopal
A reunião dos bispos do país forma a Conferência Episcopal da Nicarágua, que foi criada em 1963.

## Nunciatura Apostólica
A Nunciatura Apostólica da Nicarágua foi criada em 1938.

## Visitas Papais
O país foi visitado pelo Papa São João Paulo II por duas vezes: em 1983, juntamente com Costa Rica, Panamá, El Salvador, Guatemala, Honduras, Belize e Haiti; e em 1996, juntamente com Guatemala, El Salvador e Venezuela.
No dia 4 de março de 1983, o Papa São João Paulo II fez sua homilia na Missa celebrada na Praça 19 de Julho, em Manágua. O Sumo Pontífice afirmou:
| “ | Temos de estimar a profundidade e solidez dos fundamentos da unidade de que usufruímos na Igreja universal, na de toda a América Central, e à qual deve necessariamente tender esta Igreja local da Nicarágua. Precisamente por isso devemos avaliar também de maneira justa os perigos que a ameaçam, e a exigência de manter e aprofundar essa unidade, dom de Deus em Jesus Cristo. [...] Sim, meus queridos irmãos centro-americanos e nicaraguenses: quando o cristão, seja qual for a sua condição, prefere qualquer outra doutrina ou ideologia ao ensinamento dos Apóstolos e da Igreja; quando se faz dessas doutrinas o critério da nossa vocação; quando se pretende interpretar de novo segundo as suas categorias a catequese, o ensino religioso, a pregação; quando se instalam "magistérios paralelos", como disse na minha alocução inaugural da conferência de Puebla, então debilita-se a unidade da Igreja, torna-se mais difícil o exercício da sua missão de ser "sacramento de unidade" para todos os homens. | ” |
|   | — Papa São João Paulo II em sua homilia em uma Missa celebrada em Manágua, em 1983. |   |

Em outra ocasião, o Papa São João Paulo II voltou novamente à Nicarágua, em 1996, e no dia 7 de fevereiro fez seu discurso de encerramento, destacando-se:
| “ | Esta segunda Visita Pastoral permitiu-me constatar as novas e positivas mudanças ocorridas no país. No entanto, ainda existem alguns males e perigos que afetam amplas camadas da população. Vencida a guerra civil e a tentação das formas totalitárias, resta vencer as terríveis pragas da pobreza e da ignorância, que se manifestam no elevado número de desempregados, nos lares que vivem em situação de extrema necessidade, nas crianças e jovens que ainda não recebem instrução adequada. | ” |
|   | — Papa São João Paulo II em seu discurso de encerramento de sua Viagem Apostólica à Nicarágua. |   |

## Santos

### Beatos
- María Romero Meneses[57][58]